# Leiner Laura
Leiner Laura (Budapest, 1985. április 22. –) magyar író, szakmájában 18 éves kora óta ír aktívan. Ismertségét és népszerűségét A Szent Johanna gimi ifjúsági naplóregény-sorozat hozta meg számára. A történet fikció, nem saját élmény.

## Élete
Első regényét 18 éves korában írta Remek! címmel, ezt 2005-ben publikálta. Első kötetei az Universal Hungary Lap- és Könyvkiadónál jelentek meg. Az első komoly sikert A Szent Johanna gimi című ifjúsági naplóregény-sorozata hozta meg számára, amelynek az első kötetét 2010-ben a Ciceró könyvstúdió hozta forgalomba. A Szent Johanna gimi könyvsorozattal számos nevezést kapott a sikerlistákra és könyvei előkelő helyezést értek el. Kedvenc írói, Hunter S. Thompson, Douglas Adams, Rejtő Jenő, John Ronald Reuel Tolkien.

## Művészi pályafutása
Az első kötetet a Könyvfesztiválra adták ki, 2010-ben.
A Libri Aranykönyvek között 2011-ben két könyvével 2010-ben pedig egy könyvével került be a gyermekeknek író magyar szerzők első tíz helyezettje közé, a Bookline 2012. márciusi sikerlistájának első helyezettje.
Könyvei a célcsoport korosztályának a szemszögéből íródtak. Történetvezetése és hangneme mentes a túlzottan drámai, szürreális, avagy erőltetetten laza elemektől, párbeszédei életszerűek, a cselekmény aprólékosan kidolgozott. A több ezer Facebook „barátot” számláló sorozat mára már valóságos kultusszá nőtte ki magát. A sorozatot körülvevő virtuális világ áthidalja az egyes kötetek megjelenése közti időt.
Okos kis könyv ez, elindult a saját útjára. Én pedig most magára hagyom, elengedem, hiszen én azt hiszem, mindent megtettem, amit lehetett, mindent úgy írtam, ahogy szerettem volna, most pedig elégedett vagyok az eredménnyel, mert tudom, én a kezdetek kezdetén valami ilyesmit akartam a végére. Nem egy finálét, elcsépelt ömlengést vagy túlcsavart szálakat. Úgy érzem, ez a sorozat az egyszerűségével nyerte el mindazt, amit elnyert, én pedig végig tartottam magam ahhoz az elvemhez, miszerint ez csak egy sztori egy hétköznapi lányról, A FIÚRÓL (csupa nagybetűvel), a tanulásról, a barátairól, a családjáról, az életéről meg úgy általában, a Szent Johanna gimiről.

## Művei
- Remek!, Universal Hungary, Budapest, 2005, ISBN 9638653434
- Ez is remek!, Universal Hungary, Budapest, 2008, ISBN 9789639665163
- Közhelyek, Universal Hungary, Budapest, 2008, ISBN 9789639665200
- Russel & Bee, Universal Hungary, Budapest, 2008, ISBN 9789639665170
- Nyomból is megárt a sok, Universal Hungary, Budapest, 2008, ISBN 9789639665187
- Bábel, Ciceró Könyvstúdió, Budapest, 2013, ISBN 9789635398232
- Akkor szakítsunk, GABO Kiadó, Budapest, 2014, ISBN 9789636898519
- Remek! 2. átdolg. kiad.; L&L, Budapest, 2018
- Ez is remek! 2. átdolg. kiad.; L&L, Budapest, 2018
- Mindig karácsony, L&L Kiadó, Budapest, 2019
- Random, L&L Kiadó, Budapest, 2022
- 40 nyári nap, L&L Kiadó, Budapest, 2023
- Nem egyszerű, LL Kiadó, Budapest, 2023
- Londonsztori L&L Kiadó,2025

### A Szent Johanna gimi-sorozat
- 1. – Kezdet, Ciceró Könyvstúdió, Budapest, 2010, ISBN 9789635397006[9]
- 2. – Együtt, Ciceró Könyvstúdió, Budapest, 2010, ISBN 9789635397013
- 3. – Egyedül, Ciceró Könyvstúdió, Budapest, 2010, ISBN 9789635397655
- 4. – Barátok, Ciceró Könyvstúdió, Budapest, 2011, ISBN 9789635397341
- 5. – Remény, Ciceró Könyvstúdió, Budapest, 2011, ISBN 9789635397440
- 6. – Ketten, Ciceró Könyvstúdió, Budapest, 2012, ISBN 9789635397655
- 7. – Útvesztő, Ciceró Könyvstúdió, Budapest, 2012, ISBN 9789635397907
- 8/1. – Örökké, Ciceró Könyvstúdió, Budapest, 2013, ISBN 9789635398058
- 8/2. – Örökké, Ciceró Könyvstúdió, Budapest, 2013, ISBN 9789635398065
- Kalauz, Ciceró Könyvstúdió, Budapest, 2013, ISBN 9789635398089
- Kalauz 2.0, L&L Kiadó, Budapest, 2020

### Bexi-sorozat
- 1. – Késtél, GABO Kiadó, Budapest, 2014
- 2. – Hullócsillag, GABO Kiadó, Budapest, 2015
- 3. – Illúzió, L&L Kiadó, Budapest, 2015[10][11]
- 4. – Nélküled, L&L Kiadó, Budapest, 2016
- 5. – Valahol, L&L Kiadó, Budapest, 2016
- 6. – Egyszer, L&L Kiadó, Budapest, 2017

### Iskolák országos versenye-sorozat (IOV)
- I/1. – Ég veled, L&L Kiadó, Budapest, 2017
- I/2. – Maradj velem, L&L Kiadó, Budapest, 2018
- I/3. – Emlékezz rám, L&L Kiadó, Budapest, 2019
- II/1. – Bízz bennem, L&L Kiadó, Budapest, 2020
- II/2. – Higgy nekem, Carta TEEN, Budapest, 2021
- II/3. - Állj mellém, Carta TEEN, Budapest, 2022

### Belvárosi Deák-sorozat
- Mindig történik valami a Deákban L&L Kiadó, Budapest, 2024

## Díjak, helyezések
- Libri Aranykönyv 2011 – A Szent Johanna gimi 1 – Kezdet, 7. helyezés
- Libri Aranykönyv 2011 – A Szent Johanna gimi 4 – Barátok, 5. helyezés
- Libri Aranykönyv 2011 – A Szent Johanna gimi 5 – Remény, 4. helyezés
- Libri Aranykönyv 2012 – A Szent Johanna gimi 7 – Útvesztő, 1. helyezés[12]
- Libri Aranykönyv 2013 – A Szent Johanna gimi 8 – Örökké, 1. helyezés
- Libri Aranykönyv 2014 – A Szent Johanna gimi – Kalauz, dobogós helyezés
- Libri Aranykönyv 2014 – Leiner Laura: Bábel – dobogós helyezés
- Aranykönyv 2015 – Akkor szakítsunk – dobogós helyezés
- Aranykönyv 2015 – Késtél (Bexi-sorozat 1.) – 1. helyezés
- Aranykönyv 2016 – Hullócsillag – 1. helyezés
- Aranykönyv 2017 – Valahol – 1. helyezés
- Aranykönyv 2017 – Nélküled – 2. helyezés
- Aranykönyv 2018 – Ég veled – 1. helyezés[13]